# 헤르만 슐레겔
헤르만 슐레겔(독일어: Hermann Schlegel, 1804년 6월 10일 ~ 1884년 1월 17일)은 독일의 조류학자·파충류학자·어류학자로, 신성 로마 제국 알텐부르크에서 태어나 빈 자연사 박물관, 레이덴 자연사 박물관에 몸담은 이래로 쿤라트 야코프 테밍크, 필리프 프란츠 폰 지볼트 등 여러 학자들과 교류하며 조류 및 파충류의 분류 체계를 다지는 데 공헌하였다. 전임 관장인 테밍크가 사망한 이후 레이덴 자연사 박물관의 박물관장을 역임하였다.